# Wöllnitz
Wöllnitz is een dorp in de Duitse gemeente Jena, deelstaat Thüringen, en telt 604 inwoners (ultimo 2020).
Het dorp ligt enige kilometers ten zuiden van het centrum van Jena in het Pennickental, het dal van de Pennickenbach, die aan de zuidwestkant van het dorp in de Saale uitmondt. Op deze plek komt de hoofdstraat van het dorp op de evenwijdig aan de Saale lopende Bundesstraße 88 uit. De bron van de Pennickenbach, de naar een bezoek in 1552 van Johan Frederik I van Saksen of Hanfried zo geheten Fürstenbrunnen, is een geliefd doel voor wandelingen en andere uitstapjes. Studenten van de Universiteit van Jena bezochten het dorp tot 1983 wel eens voor bierfeesten. In een brouwerij te Wöllnitz werd tot dat jaar witbier gebrouwen.

## Afbeeldingen

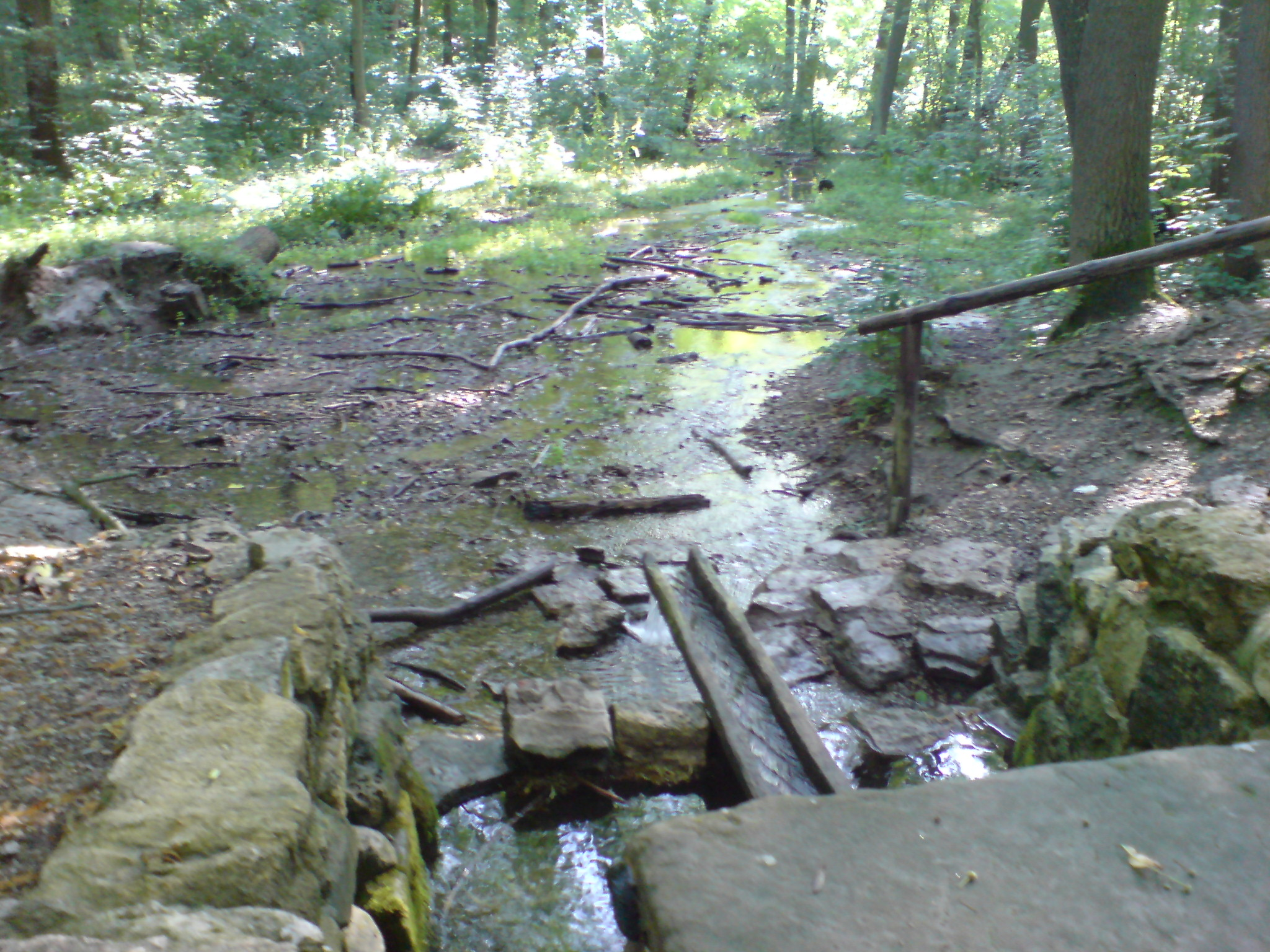
De Fürstenbrunnen
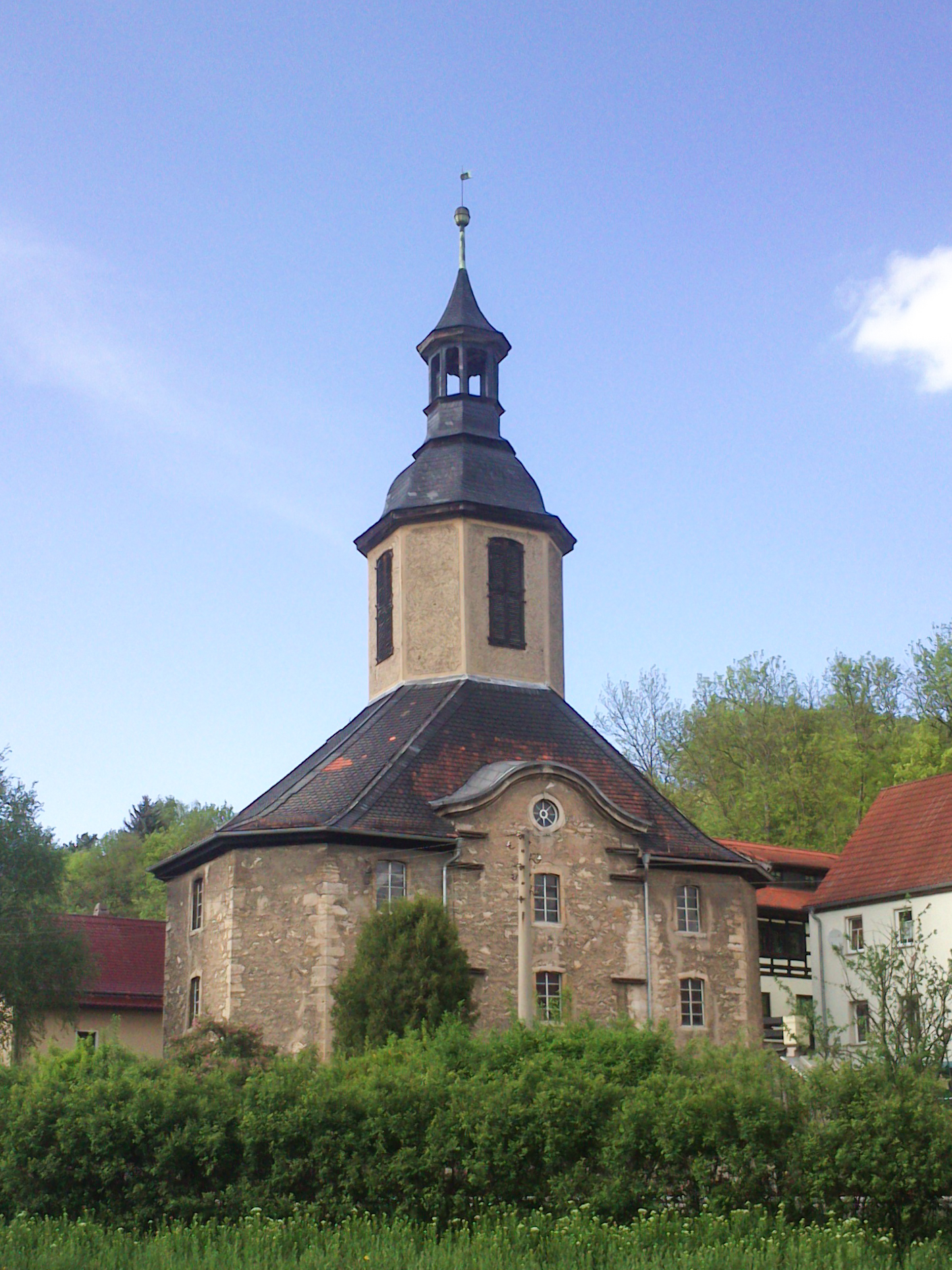
Dorpskerk (1743)